# Japan Airlines
Japan Airlines (japonsky: 株式会社日本航空, Kabušiki-gaiša Nihon Kókú), také známá jako JAL, je japonská letecká společnost se sídlem v tokijské čtvrti Šinagawa. JAL je letecká společnost s nejstarší historií na území Japonska a největší letecká společnost v Asii. Od dubna 2007 je JAL členem letecké aliance Oneworld. JAL byl v minulosti největším uživatelem letounů Boeing 747 na světě.
Na historickém logu společnosti je zobrazen stylizovaný jeřáb mandžuský.
JAL vznikly v roce 1951 a v roce 1953 se staly japonský národním leteckým dopravcem.
Mezi lety 2000 a 2006 se Japan Airlines spolu se společnostmi British Airways, Korean Air a Qantas podílela na cenovém kartelu u nákladní letecké dopravy mezi Japonskem a USA. JAL na nelegální dohodě vydělala kolem 2 mld. dolarů. Při vyšetřování, které následně provádělo americké Ministerstvo spravedlnosti a FBI, společnost plně spolupracovala a v dubnu 2008 dostala pokutu 110 milionů dolarů.
Od roku 2018 až do roku 2023 byla letecká společnost certifikována jako 5-Star Airlines, což je nejvyšší hodnocení britskou společností Skytrax.
Identifikační volací znak společnosti je JAPAN AIR a kód letecké společnosti je JL.
V roce 2024 společnost zaměstnávala okolo 37 000 zaměstnanců a provozovala 133 vnitrostátních leteckých tras a 66 mezinárodních leteckých tras. Společnost v témže roce provozovala 191 vlastních letadel a 36 leasingových strojů. Největší podíl flotily tvořili letouny Boeing 737–800 (62 letadel), Boeing 787–8 (31 letadel), Boeing 767–300ER (27 letadel), Embraer 170 (18 letadel), Airbus A350–900 (15 letadel), ATR42–600 (13 letadel) a další stroje z řady Boeing, Airbus, ATR a Embrarer.

## Galerie

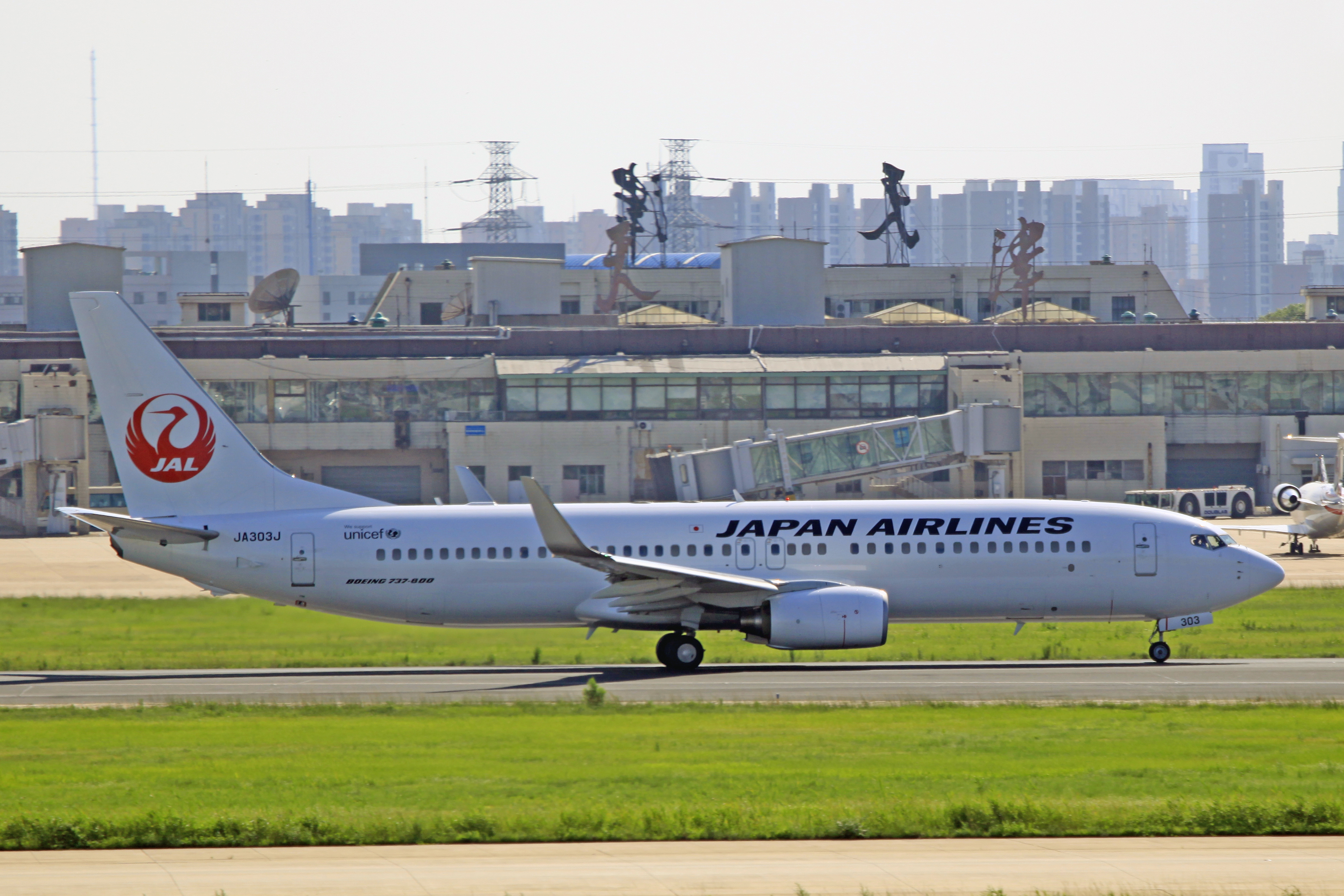
Boeing 737-800
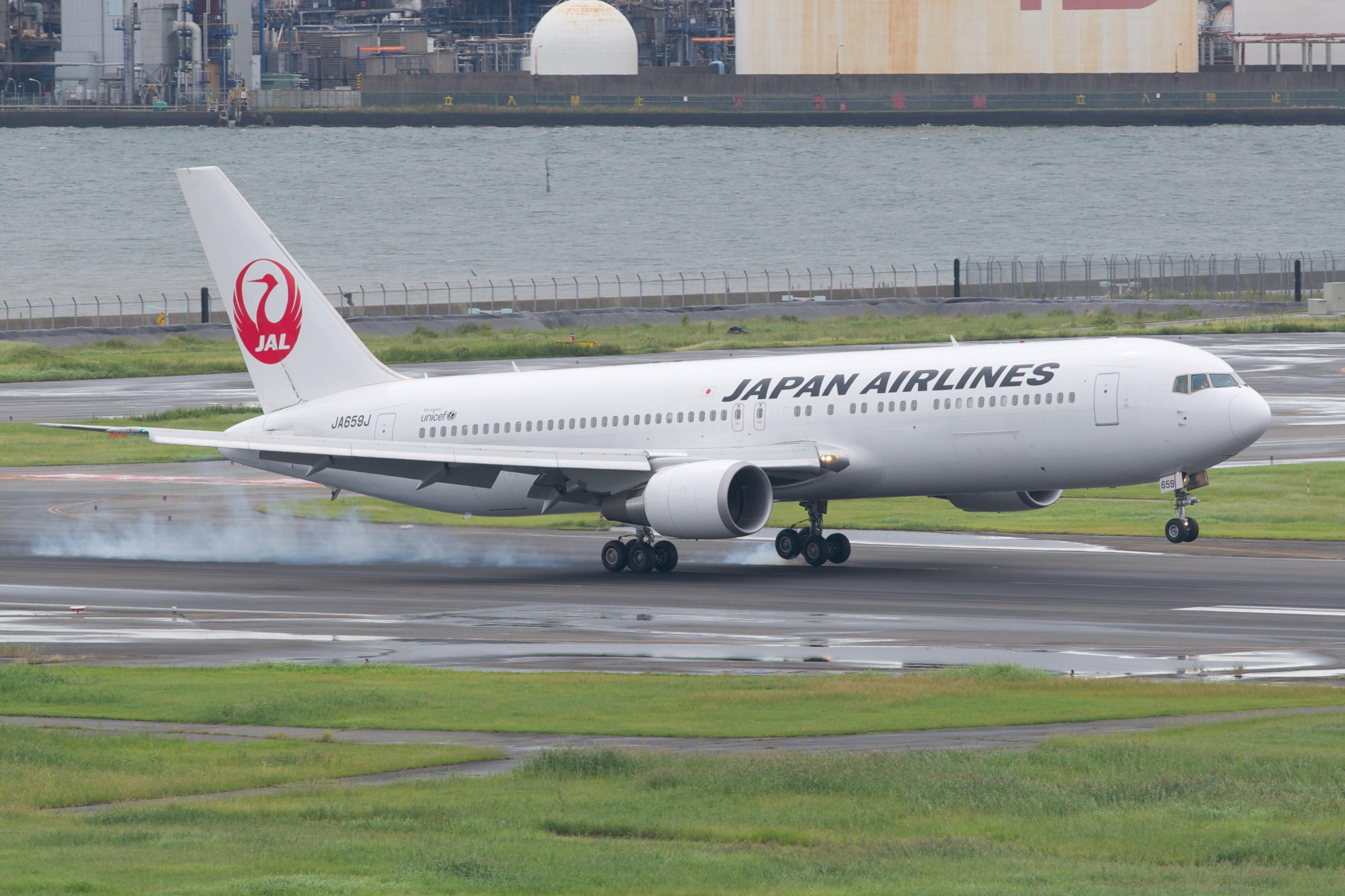
Boeing 767-300
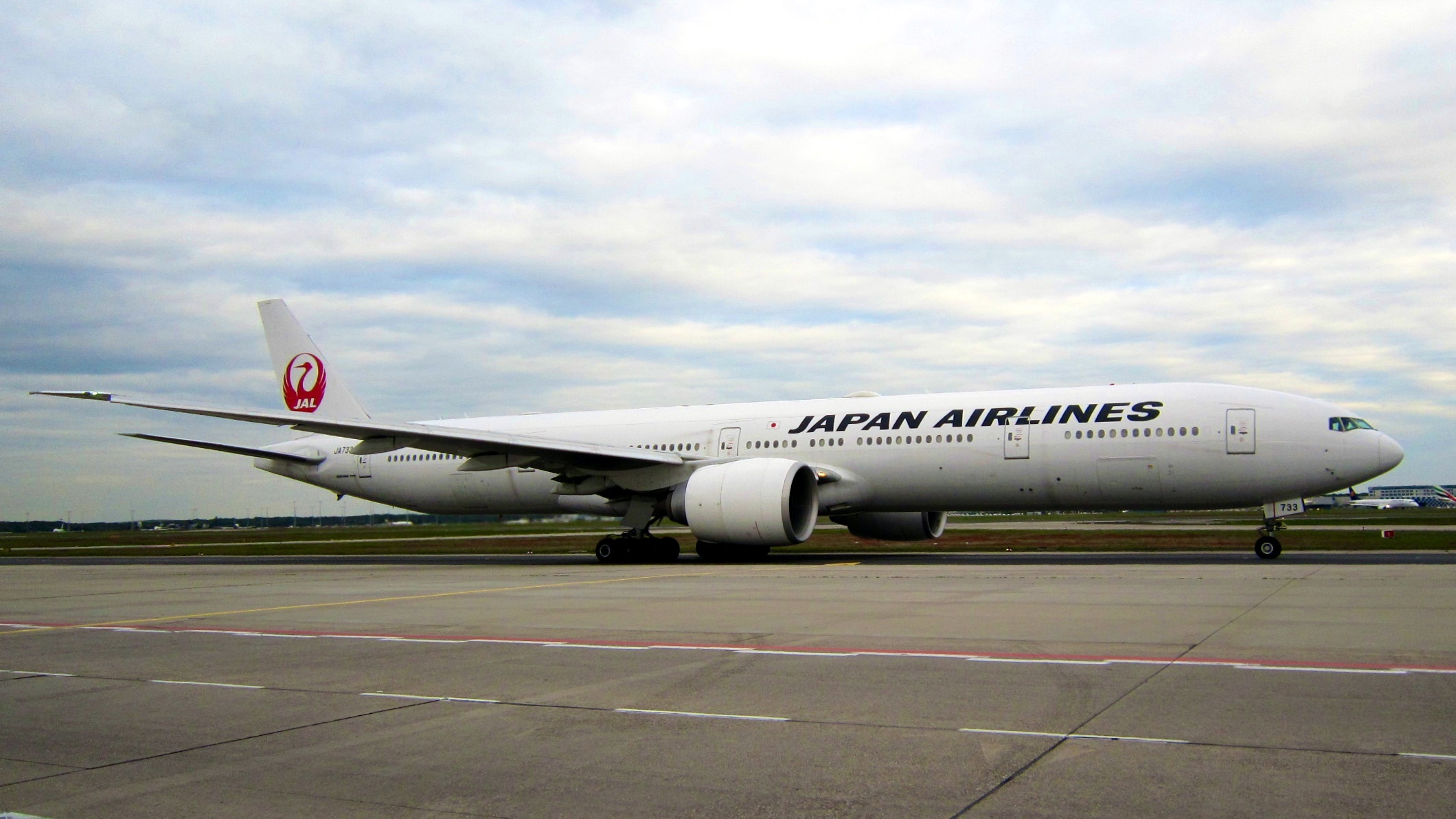
Boeing 777-300ER
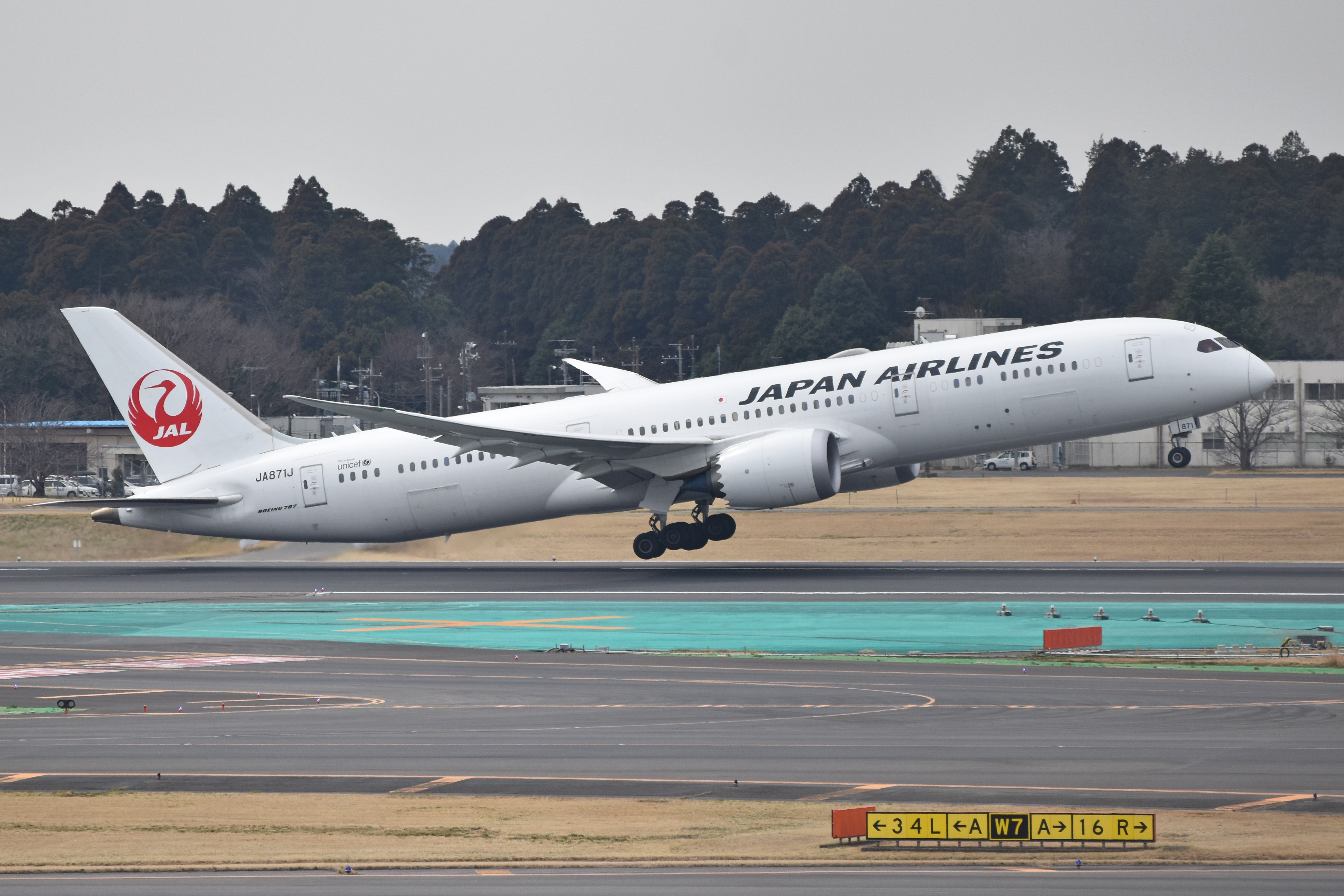
Boeing 787-9
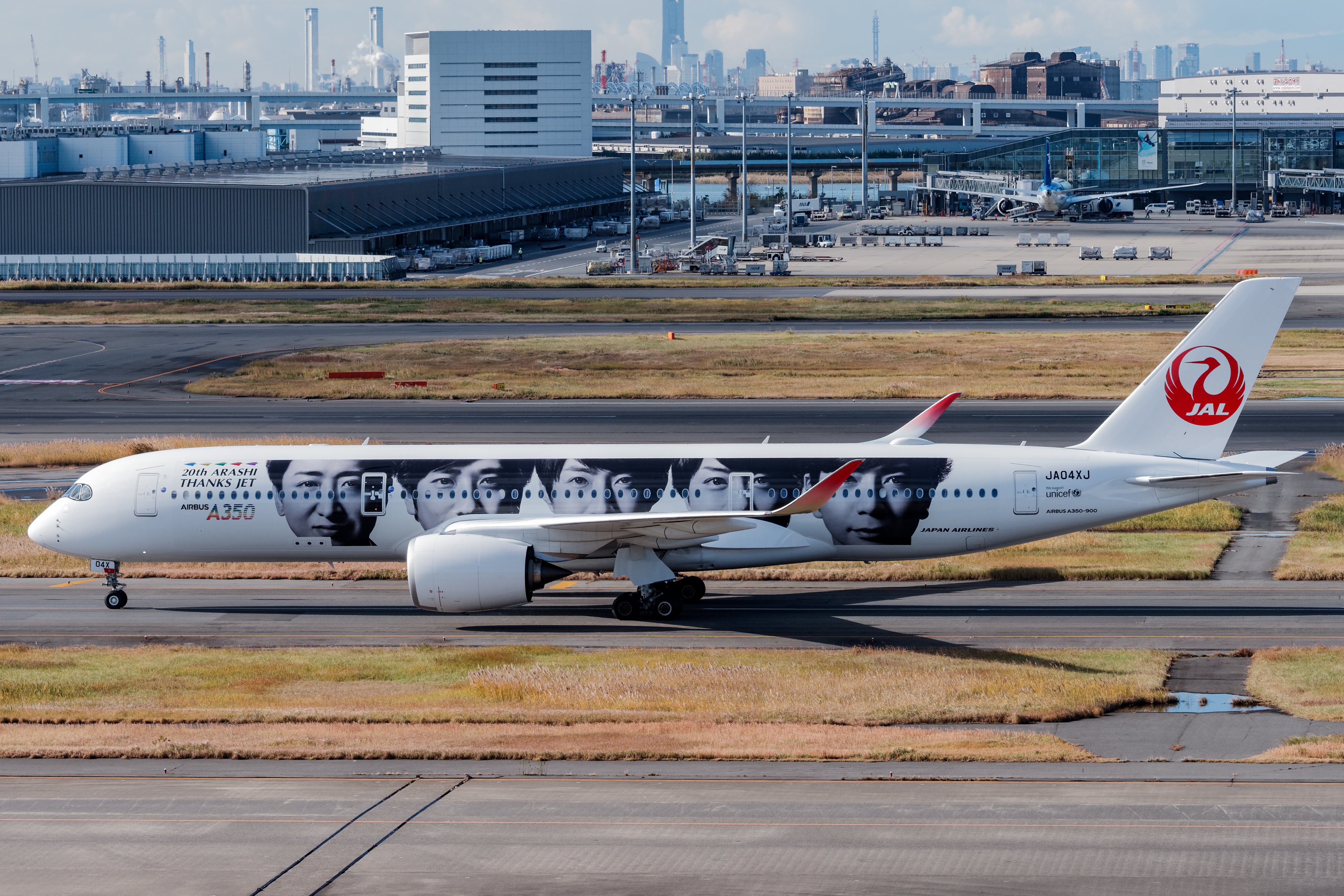
Airbus A350